# Richard Serra
Richard Serra (San Francisco, Estats Units, 2 de novembre de 1938 - Nova York, 26 de març de 2024) fou un escultor minimalista estatunidenc.
Fill de pare mallorquí i mare jueva ucraïnesa, fou conegut per treballar amb grans peces d'acer patinable. Va estudiar literatura a la Universitat de Berkeley, entre 1957 i 1961. Posteriorment, va estudiar art a la Universitat Yale. Mentre vivia a la costa oest, es mantenia treballant en una fàbrica d'acer, activitat que va influir en el seu treball.
El maig de 2010 fou guardonat amb el Premi Príncep d'Astúries de les Arts.

## Obra

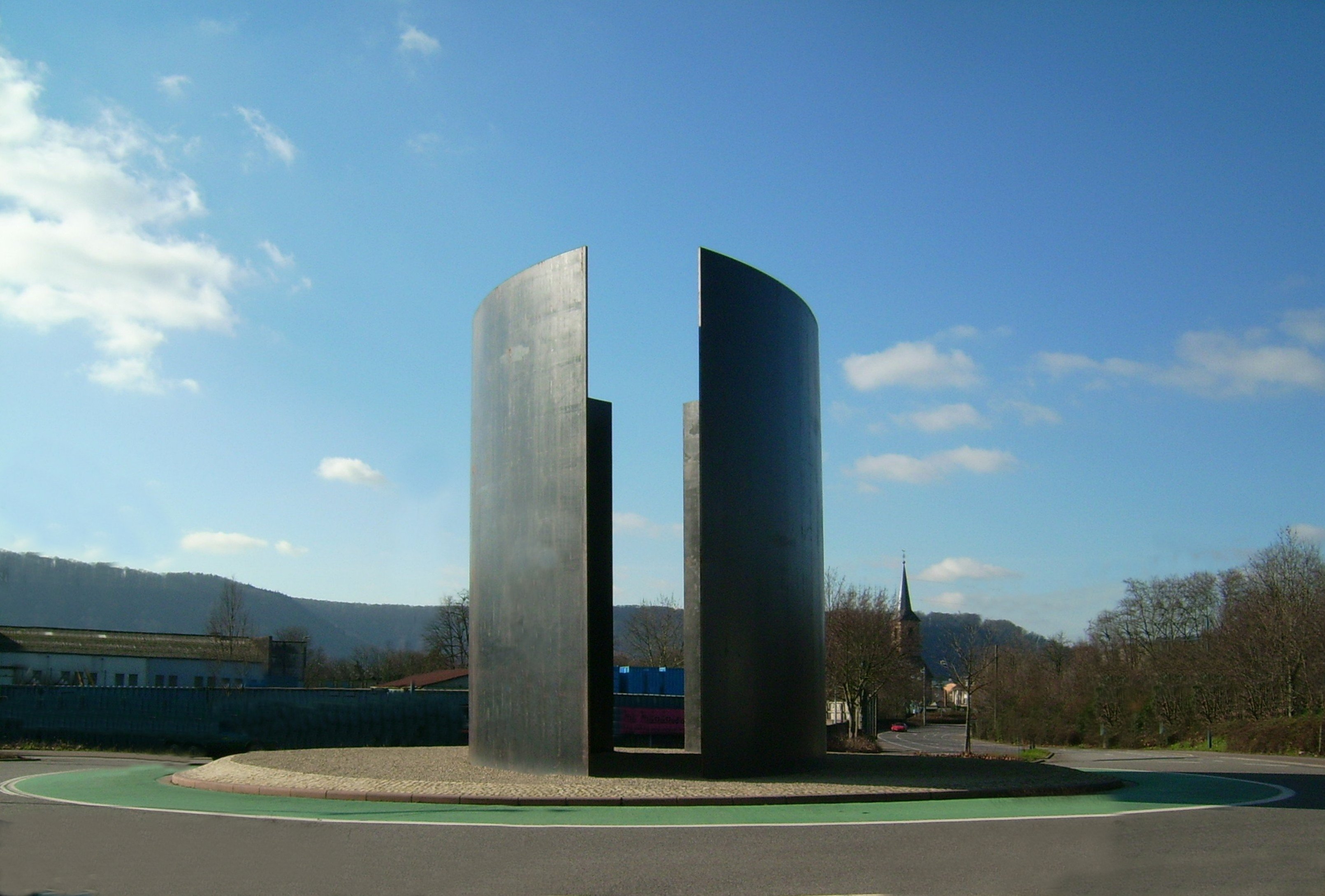
Punt de vista a Dillingen, Alemanya

Inicialment, els treballs de Serra eren completament abstractes, obres fetes amb plom fos llançat contra la paret d'un estudi o d'un espai de l'exposició, un clar exemple del process art. Tanmateix, és més conegut per les seves construccions minimalistes de grans fulles d'acer Corten.
Molts d'aquests trossos accentuen el pes i la naturalesa dels materials. Rotllos de plom es dissenyen per cedir en un cert termini. Les seves escultures d'acer en exteriors pateixen un procés inicial d'oxidació, però passats de 8 a 10 anys, el seu color es manté relativament estable.
El 1981, Serra va instal·lar el Tilted Arc a Nova York, un mur d'acer de 3,5 metres d'alçada corbat suaument a la plaça federal de la ciutat. Des del primer dia hi va haver una gran controvèrsia sobre la instal·lació, en gran part pel fet que els treballadors dels edificis que envoltaven la plaça es van queixar perquè la paret d'acer els obstruïa el pas en travessar-la. Una audiència pública el 1985 va votar a favor que el treball fos retirat, però Serra va al·legar que l'escultura estava al seu lloc específic i que no es podia posar en qualsevol altre lloc. Serra va publicar una declaració famosa on va dir: "Treure el treball seria destruir-lo". Finalment, però, el 15 de març de 1989, l'escultura va ser desmuntada pels treballadors federals.
El 2000 va instal·lar el Charlie Brown, una escultura de 60 peus d'alçada ubicada a la nova central de l'empresa Gap Inc, a San Francisco. Per animar l'oxidació, els aspersors van ser dirigits inicialment cap a les quatre lloses fetes d'acer que componen el treball.
Un altre treball famós de Serra és la gegantina escultura Snake, un trio de sinuoses fulles d'acer que creen una trajectòria corba, permanentment exposada a la galeria més gran del museu Guggenheim de Bilbao. El 2005, el museu va muntar una exposició de més treballs de Serra. No obstant això, no sempre li ha anat tan bé a Espanya: el mateix 2005, el Centre d'Art Reina Sofia a Madrid va anunciar que una de les seves escultures, de 38 tones, "havia estat perduda". Serra va realitzar gratis un duplicat, que va arribar al museu el desembre de 2008 i que està exposada al públic en la seva col·lecció permanent des de desembre de 2009.
L'estiu de 2005, Serra va tornar a San Francisco per instal·lar el seu primer treball públic en aquesta ciutat: dues làmines d'acer de 50 peus d'alçada i 160 tones a l'espai obert principal del nou campus de la Universitat de Califòrnia a San Francisco.
En la biennal de Whitney, el 2006, Serra va presentar un dibuix a llapis d'un pres d'Abu Ghraib amb el subtítol "STOP BUSH." Aquesta imatge va ser utilitzada més endavant pel museu Whitney per fer els cartells per la biennal. Els cartells van oferir una versió alterada del text en què es llegia "STOP B S.".

### Instal·lacions i peces en col·leccions catalanes
- Rolled, Encased, Sawed, 1969, MACBA, Barcelona.[3]
- El Mur, 1984, Plaça de la Palmera, La Verneda, Barcelona.
- Pasolini, 1985, Fundació La Caixa, Barcelona.[4]
- Pentàgon en el sentit contrari a les agulles del rellotge, 1986, Fundació La Caixa, Barcelona.[5]
- Crosby, 1989, Fundació La Caixa, Barcelona.[6]